# Decca Records
Decca Records là một hãng thu âm lớn của Anh Quốc, được Edward Lewis thành lập vào năm 1929. Bên kia đại dương, Công ty Decca Mỹ ra đời vào cuối năm 1934. Năm 1937, dự đoán trước cuộc xâm lăng của Đức Quốc xã sẽ dẫn đến thế chiến nên Lewis bán Decca Mỹ, khiến mối liên kết nhãn dĩa Decca giữa Anh và Mỹ bị phá vỡ trong vài chục năm. Nhãn hiệu bên Anh nổi tiếng nhờ sự phát triển của phương pháp thu âm, trong khi công ty bên Mỹ phát triển khái niệm cast album. Hiện nay, cả hai công ty đều là công ty con của Universal Music Group, thuộc sở hữu của tập đoàn truyền thông Pháp là Vivendi. Decca Mỹ là công ty nền tảng tạo nên Universal Music Group.

## Tiền tố của Decca
Decca sử dụng các ký hiệu tiền tố sau: 
| DL:   | 12 inch | 78 vòng/phút | đơn điệu     |
| AL:   | 12 inch | 78 vòng/phút | đơn điệu     |
| ĐK:   | 10 inch | 33 vòng/phút | đơn điệu     |
| ARL:  | 12 inch | 33 vòng/phút | đơn điệu     |
| ZDR:  | 10 inch | 33 vòng/phút | âm thanh nổi |
| ZAL:  | 12 inch | 33 vòng/phút | âm thanh nổi |
| ENO:  | 7 inch  | 45 vòng/phút | đơn điệu     |
| ZENO: | 7 inch  | 45 vòng/phút | âm thanh nổi |

Trong đó:
A = cổ điển
Z = âm thanh nổi
L = Luân Đôn
Xxxx = thu âm ở cơ sở ngoài